# Mamestra occidenta
Mamestra occidenta är en fjärilsart som beskrevs av Augustus Radcliffe Grote 1883. Mamestra occidenta ingår i släktet Mamestra och familjen nattflyn. Inga underarter finns listade i Catalogue of Life.